# Canton d'Aubusson
Le canton d'Aubusson est une circonscription électorale française située dans le département de la Creuse et la région Nouvelle-Aquitaine.
À la suite du redécoupage cantonal de 2014, les limites territoriales du canton sont remaniées. Le nombre de communes du canton passe de 10 à 21.

## Histoire
Un nouveau découpage territorial de la Creuse entre en vigueur à l'occasion des élections départementales de mars 2015, défini par le décret du 17 février 2014, en application des lois du 17 mai 2013 (loi organique 2013-402 et loi 2013-403). Les conseillers départementaux sont, à compter de ces élections, élus au scrutin majoritaire binominal mixte. Les électeurs de chaque canton élisent au Conseil départemental, nouvelle appellation du Conseil général, deux membres de sexe différent, qui se présentent en binôme de candidats. Les conseillers départementaux sont élus pour 6 ans au scrutin binominal majoritaire à deux tours, l'accès au second tour nécessitant 12,5 % des inscrits au 1er tour. En outre la totalité des conseillers départementaux est renouvelée. Ce nouveau mode de scrutin nécessite un redécoupage des cantons dont le nombre est divisé par deux avec arrondi à l'unité impaire supérieure si ce nombre n'est pas entier impair, assorti de conditions de seuils minimaux. Dans la Creuse, le nombre de cantons passe ainsi de 27 à 15. Le nombre de communes du canton d'Aubusson passe de 10 à 21.
Le nouveau canton d'Aubusson est formé de communes des anciens cantons d'Aubusson(10 communes), de Bellegarde-en-Marche (9 communes), de Saint-Sulpice-les-Champs (1 commune) et de Chénérailles (1 commune). Le canton est entièrement inclus dans l'arrondissement d'Aubusson. Le bureau centralisateur est situé à Aubusson.

## Géographie
Ce canton est organisé autour d'Aubusson dans l'arrondissement d'Aubusson. Son altitude varie de 396 m (Alleyrat) à 715 m (Saint-Marc-à-Frongier) pour une altitude moyenne de 538 m.

## Représentation

### Conseillers d'arrondissement (de 1833 à 1940)
| Période                                  | Période      | Identité                                    | Étiquette   | Qualité |
| ---------------------------------------- | ------------ | ------------------------------------------- | ----------- | --- |
| 1833                                     | 1837 (décès) | Jean-François Antoine Charrière (1779-1837) |             | Expert-géomètre à Aubusson                                                                                  |
| 1837                                     | 1842         | Alexandre Souchard                          |             | Avocat à Aubusson                                                                                           |
| 1842                                     | 1848         | Joseph Delavallade                          | Républicain | Médecin à Aubusson, député (1849-1851)                                                                      |
|                                          |              |                                             |             | |
|                                          | 1881         | Antoine Chataignon                          |             | Docteur en médecine, adjoint au maire d'Aubusson                                                            |
|                                          |              |                                             |             | |
| 1925                                     | 1940         | Léo Moluçon (1892-1972)                     | SFIO        | Imprimeur, directeur du Mémorial de la Creuse, adjoint au maire d'Aubusson                                  |
| 1940                                     |              |                                             |             | Les conseils d'arrondissement ont été suspendus par la loi du 12 octobre 1940 et n'ont jamais été réactivés |
| Les données manquantes sont à compléter. |              |                                             |             | |

### Conseillers généraux de 1833 à 2015
| Période                                  | Période          | Identité                                             | Étiquette                         | Qualité |
| ---------------------------------------- | ---------------- | ---------------------------------------------------- | --------------------------------- | --- |
| 1833                                     | 1841 (démission) | Etienne Grellet-Dumazeau (1804-1849)                 |                                   | Juge d'instruction à Aubusson                                                                                |
| 1841                                     | 1867 (décès)     | Charles Sallandrouze de Lamornaix                    | Majorité dynastique               | Propriétaire des manufactures de tapis d'Aubusson et de Felletin Député (1846-1849, 1852-1867)               |
| 1867                                     | 1878 (démission) | Octave Sallandrouze de Lamornaix (fils du précédent) |                                   | Manufacturier Maire d'Aubusson (1861-1870, 1871-1874, 1876-1878)                                             |
| 1878                                     | 1881 (décès)     | Alfred Guillaume Roseleur                            |                                   | Chimiste, doreur et argenteur Propriétaire à la Chabassière Maire d'Aubusson (1878-1881)                     |
| 1881                                     | 1884 (décès)     | Antoine Chataignon                                   |                                   | Docteur en médecine à Aubusson, conseiller d'arrondissement                                                  |
| 1884                                     | 1895 (démission) | Félix Lecler                                         | Républicain modéré                | Avocat au barreau d'Aubusson Conseiller-maître à la Cour des Comptes Député (1848-1849) Sénateur (1889-1895) |
| 1895                                     | 1898             | Alfred Gauthier                                      | Républicain radical               | Agent de change à Aubusson                                                                                   |
| 1898                                     | 1910             | Claude Laroche (1844-1917)                           | Rad.                              | Négociant Maire d'Aubusson (1904-1917)                                                                       |
| 1910                                     | 1929 (décès)     | Frédéric Danton                                      | PRS puis SFIO                     | Agriculteur et industriel, La Seiglière, Aubusson                                                            |
| 1929                                     | 1940             | Auguste Chambonnet                                   | Rad. (hostile au Front populaire) | Vétérinaire Conseiller municipal d'Aubusson                                                                  |
|                                          |                  |                                                      |                                   | |
| 1945                                     | 1973 (décès)     | Paul Pauly                                           | SFIO puis PS                      | Percepteur Sénateur (1946-1973) maire d'Aubusson (1965-1973) Président du Conseil Général (1946-1973)        |
| 1973                                     | 1980 (décès)     | Victor Pakomoff                                      | PS                                | Médecin, maire d'Aubusson (1973-1980)                                                                        |
| 1980                                     | 1998 (décès)     | Jean Mazetier                                        | UDF-PR                            | Chirurgien à Paris                                                                                           |
| 1998                                     | 2004             | Jacqueline Defemme-Verdier                           | PS                                | Retraitée d'un service social Conseillère régionale, conseillère municipale d'Aubusson                       |
| 2004                                     | 2011             | Michel Moine                                         | PS                                | maire d'Aubusson (2001-2023)                                                                                 |
| 2011                                     | 2015             | Jean-Marie Massias                                   | DVD                               | Conseiller municipal d'Aubusson                                                                              |
| Les données manquantes sont à compléter. |                  |                                                      |                                   | |

#### Élection cantonale de mars 2004
- 1er tour :

| Nom                   | Parti politique | score obtenu |
| --------------------- | --------------- | ------------ |
| Michel Moine          | PS              | 40,70 %      |
| Olivier Sébenne       | UMP             | 24,83 %      |
| Michel Juillet        | DVD             | 8,70 %       |
| Jean-François Ruinaud | DVI             | 6,34 %       |
| Claudine Léporati     | PCF             | 5,99 %       |
| Jérémie Gorsse        | DVG             | 5,05 %       |
| Raymond François      | FN              | 4,71 %       |
| Jean-Marie Le Guiader | UDF             | 3,68 %       |

Il y a donc eu ballottage.
- 2e tour :

| Nom             | Parti politique | score obtenu | résultat |
| --------------- | --------------- | ------------ | -------- |
| Michel Moine    | PS              | 55,04 %      | élu      |
| Olivier Sébenne | UMP             | 44,96 %      | battu    |

#### Élection cantonale de mars 2011
- 1er tour :

| Nom                | Parti politique | score obtenu |
| ------------------ | --------------- | ------------ |
| Michel Moine       | PS              | 37,62 %      |
| Jean-Marie Massias | DVD             | 19,82 %      |
| Claude Teyton      | DVD             | 19,35 %      |
| Claudine Léporati  | PCF             | 13,07 %      |
| Mathieu Charvillat | Modem           | 10,14 %      |

Il y a donc eu ballottage.
- 2e tour :

| Nom                | Parti politique | score obtenu | résultat |
| ------------------ | --------------- | ------------ | -------- |
| Jean-Marie Massias | DVD             | 50,02 %      | élu      |
| Michel Moine       | PS              | 49,98 %      | battu    |

À la suite d'un recours déposé par Michel Moine, le tribunal administratif de Limoges a annulé l'élection cantonale d'Aubusson. Une nouvelle élection, a eu lieu le 25 septembre. Jean-Marie Massias a été réélu à une forte majorité (55,95 % contre 44,15 % à son adversaire, avec une participation en hausse par rapport à l'élection précédente).

### Conseillers départementaux après 2015
| Période élective | Période élective | Mandat | Mandat   | Identité                | Nuance | Nuance | Qualité |
| ---------------- | ---------------- | ------ | -------- | ----------------------- | ------ | ------ | --- |
| 2015             | 2021             | 2015   | 2021     | Jean-Baptiste Dumontant |        | PS     | Attaché territorial Adjoint au maire de Blessac                                                                                    |
| 2015             | 2021             | 2015   | 2021     | Nicole Pallier          |        | PS     | Enseignante Maire de Saint-Maixant (2003-2014)                                                                                     |
| 2021             | 2028             | 2021   | en cours | Laurence Chevreux       |        | DVD    | Retraitée de l'enseignement, maire de Saint-Amand, 9ème Vice-Présidente chargée de l'enfance, de la famille et de la santé         |
| 2021             | 2028             | 2021   | en cours | Valéry Martin           |        | DVD    | Enseignant au lycée d'Aubusson, adjoint au maire de Saint-Marc-à-Frongier, 7ème Vice-Président chargé des politiques territoriales |

### Résultats détaillés

#### Élections de mars 2015
À l'issue du 1er tour des élections départementales de 2015, deux binômes sont en ballottage : Jean-Baptiste Dumontant et Nicole Pallier (PS, 44,44 %) et Christine Chagot et Jean-Marie Massias (DVD, 27,37 %). Le taux de participation est de 56,8 % (4 241 votants sur 7 466 inscrits) contre 58,65 % au niveau départemental et 50,17 % au niveau national.
Au second tour, Jean-Baptiste Dumontant et Nicole Pallier (PS) sont élus avec 54,33 % des suffrages exprimés et un taux de participation de 60,45 % (2 235 voix pour 4 513 votants et 7 466 inscrits).

#### Élections de juin 2021
Le premier tour des élections départementales de 2021 est marqué par un très faible taux de participation (33,26 % au niveau national). Dans le canton d'Aubusson, ce taux de participation est de 40,31 % (2 809 votants sur 6 968 inscrits) contre 39,51 % au niveau départemental. À l'issue de ce premier tour, deux binômes sont en ballottage : Laurence Chevreux et Valéry Martin (DVD, 52,3 %) et Michel Gomy et Isabelle Laycuras-Pisani (DVG, 20,25 %).
Le second tour des élections est marqué une nouvelle fois par une abstention massive équivalente au premier tour. Les taux de participation sont de 34,3 % au niveau national, 40,97 % dans le département et 42,82 % dans le canton d'Aubusson. Laurence Chevreux et Valéry Martin (DVD) sont élus avec 64,86 % des suffrages exprimés (1 768 voix pour 2 983 votants et 6 966 inscrits),,.

## Composition

### Composition avant 2015
Le canton d'Aubusson regroupait dix communes.
| Nom                   | Code Insee | Codepostal | Superficie (km2) | Population (dernière pop. légale) | Densité (hab./km2) |
| --------------------- | ---------- | ---------- | ---------------- | --------------------------------- | ------------------ |
| Aubusson (chef-lieu)  | 23008      | 23200      | 19,21            | 3 699 (2012)                      | 193                |
| Alleyrat              | 23003      | 23200      | 9,54             | 145 (2012)                        | 15                 |
| Blessac               | 23024      | 23200      | 17,75            | 526 (2012)                        | 30                 |
| Néoux                 | 23142      | 23200      | 23,81            | 296 (2012)                        | 12                 |
| Saint-Alpinien        | 23179      | 23200      | 15,21            | 307 (2012)                        | 20                 |
| Saint-Amand           | 23180      | 23200      | 8,05             | 506 (2012)                        | 63                 |
| Saint-Avit-de-Tardes  | 23182      | 23200      | 14,42            | 182 (2012)                        | 13                 |
| Saint-Maixant         | 23210      | 23200      | 13,86            | 225 (2012)                        | 16                 |
| Saint-Marc-à-Frongier | 23211      | 23200      | 25,45            | 366 (2012)                        | 14                 |
| Saint-Pardoux-le-Neuf | 23228      | 23200      | 7,51             | 181 (2012)                        | 24                 |

### Composition à partir de 2015
Le nouveau canton d'Aubusson comprend vingt et une communes entières.
| Nom                              | Code Insee | Intercommunalité                     | Superficie (km2) | Population (dernière pop. légale) | Densité (hab./km2) | Modifier                                    |
| -------------------------------- | ---------- | ------------------------------------ | ---------------- | --------------------------------- | ------------------ | ------------------------------------------- |
| Aubusson (bureau centralisateur) | 23008      | CC Creuse Grand Sud                  | 19,21            | 3 036 (2022)                      | 158                | modifier les données · modifier les données |
| Alleyrat                         | 23003      | CC Creuse Grand Sud                  | 9,54             | 141 (2022)                        | 15                 | modifier les données · modifier les données |
| Bellegarde-en-Marche             | 23020      | CC Marche et Combraille en Aquitaine | 3,14             | 357 (2022)                        | 114                | modifier les données · modifier les données |
| Blessac                          | 23024      | CC Creuse Grand Sud                  | 17,75            | 532 (2022)                        | 30                 | modifier les données · modifier les données |
| Bosroger                         | 23028      | CC Marche et Combraille en Aquitaine | 7,56             | 117 (2022)                        | 15                 | modifier les données · modifier les données |
| Champagnat                       | 23048      | CC Marche et Combraille en Aquitaine | 28,82            | 480 (2022)                        | 17                 | modifier les données · modifier les données |
| La Chaussade                     | 23059      | CC Marche et Combraille en Aquitaine | 7,19             | 97 (2022)                         | 13                 | modifier les données · modifier les données |
| Lupersat                         | 23113      | CC Marche et Combraille en Aquitaine | 32,64            | 291 (2022)                        | 8,9                | modifier les données · modifier les données |
| Mainsat                          | 23116      | CC Marche et Combraille en Aquitaine | 34,81            | 532 (2022)                        | 15                 | modifier les données · modifier les données |
| Mautes                           | 23127      | CC Marche et Combraille en Aquitaine | 22,67            | 198 (2022)                        | 8,7                | modifier les données · modifier les données |
| Néoux                            | 23142      | CC Creuse Grand Sud                  | 23,81            | 279 (2022)                        | 12                 | modifier les données · modifier les données |
| Saint-Alpinien                   | 23179      | CC Creuse Grand Sud                  | 15,21            | 290 (2022)                        | 19                 | modifier les données · modifier les données |
| Saint-Amand                      | 23180      | CC Creuse Grand Sud                  | 8,05             | 453 (2022)                        | 56                 | modifier les données · modifier les données |
| Saint-Avit-de-Tardes             | 23182      | CC Creuse Grand Sud                  | 14,42            | 163 (2022)                        | 11                 | modifier les données · modifier les données |
| Saint-Domet                      | 23190      | CC Marche et Combraille en Aquitaine | 15,33            | 162 (2022)                        | 11                 | modifier les données · modifier les données |
| Saint-Maixant                    | 23210      | CC Creuse Grand Sud                  | 13,86            | 233 (2022)                        | 17                 | modifier les données · modifier les données |
| Saint-Marc-à-Frongier            | 23211      | CC Creuse Grand Sud                  | 25,45            | 427 (2022)                        | 17                 | modifier les données · modifier les données |
| Saint-Pardoux-le-Neuf            | 23228      | CC Creuse Grand Sud                  | 7,51             | 196 (2022)                        | 26                 | modifier les données · modifier les données |
| Saint-Silvain-Bellegarde         | 23241      | CC Marche et Combraille en Aquitaine | 20,85            | 198 (2022)                        | 9,5                | modifier les données · modifier les données |
| Saint-Sulpice-les-Champs         | 23246      | CC Creuse Grand Sud                  | 21,70            | 343 (2022)                        | 16                 | modifier les données · modifier les données |
| La Serre-Bussière-Vieille        | 23172      | CC Marche et Combraille en Aquitaine | 14,41            | 121 (2022)                        | 8,4                | modifier les données · modifier les données |
| Canton d'Aubusson                | 2302       |                                      | 363,93           | 8 646 (2022)                      | 24                 | modifier les données                        |

## Démographie

### Démographie avant 2015
| 1982  | 1990  | 1999  | 2006  | 2011  | 2012  |
| ----- | ----- | ----- | ----- | ----- | ----- |
| 8 320 | 7 972 | 7 407 | 6 971 | 6 454 | 6 433 |

### Démographie depuis 2015
En 2022, le canton comptait 8 646 habitants, en évolution de −6,21 % par rapport à 2016 (Creuse : −3,32 %, France hors Mayotte : +2,11 %).
| 2013  | 2018  | 2022  |
| ----- | ----- | ----- |
| 9 528 | 9 109 | 8 646 |